# Constanze Geiger
Constanze Therese Adelaide Geiger, född 16 oktober 1835 i Wien, död 24 augusti 1890 i Wien, var en österrikisk pianist, teaterskådespelerska, kompositör och sångerska.

## Biografi
Geiger var dotter till tonsättaren Joseph Geiger och hovmodisten Theresia Geiger, född Ržiha (1804–1865). Hon hade ärvt sin fars musikaliska talang, vilket märktes redan i ett tidigt skede. Efter att ha fått pianolektioner av fadern samt Václav Jan Tomášek och Simon Sechter försökte hon sig på ett framgångsrikt konsertpianistskap redan vid sex års ålder. År 1848, vid 13 års ålder, äntrade hon scenen. Hon tackade aldrig ja till ett fast åtagande, utan gjorde bara kortare eller längre gästspel.
"Elisabeths bröllopsmarsch", komponerad av Constanze Geiger vid endast 18 års ålder, framfördes för första gången den 21 april 1854 när hertiginnan Elisabeth av Bayern (den blivande kejsarinnan Elisabeth av Österrike-Ungern) anlände till Nußdorf på väg till sitt bröllop, som ägde rum två dagar senare i Wien.
Den 23 april 1862 gifte hon sig med prins Leopold av Sachsen-Coburg och Gotha (1824–1884), och upphöjdes i och med detta morganatiska äktenskap till baronessa. I och med bröllopet drog hon sig tillbaka från scenen helt och hållet och bodde med sin familj på slottet Radmeric. Deras kompositioner för kammarmusik och kyrkomusik framfördes dock fortfarande. Efter makens död flyttade hon till Paris.
Constanze Geiger begravdes på Montmartrekyrkogården.
Hennes Ferdinandus-Walzer framfördes vid Wienerfilharmonikernas nyårskonsert 2025, det första verket av en kvinna vid den traditionella nyårskonserten i Gyllene salen i Wiens Musikverein.